# Heinerscheid (kommun)
Kommunen Heinerscheid (franska: Commune de Heinerscheid, luxemburgiska: Gemeng Hengescht, tyska: Gemeinde Heinerscheid) var en kommun i kantonen Clervaux i norra Luxemburg. Kommunen hade 1 223 invånare (2011), på en yta av 34,30 km². Den 5 december 2011 slogs kommunen samman med kommunerna Clervaux och Munshausen för att bilda den nya kommunen Clervaux. Kommunen Heinerscheid omfattade huvudorten Heinerscheid samt orterna Fischbach, Hupperdange och Lieler.